# Куликова Катерина Григорівна
Катерина Григорівна Куликова (7 березня 1929, село Велика Шишівка Амвросіївського району Сталінської округи, тепер Шахтарського району Донецької області — ?) — українська радянська діячка, 1-й секретар Костянтинівського райкому КПУ Донецької області. Герой Соціалістичної Праці (8.04.1971). Член ЦК КПУ в 1971—1976 р..

## Біографія
Народилася у родині шахтаря. До початку німецько-радянської війни закінчила 4 класи школи. Під час війни перебувала на окупованій території.
Потім закінчила сім класів школи та сільськогосподарський технікум, де здобула спеціальність агронома-лісомеліоратора.
Член КПРС з 1956 року.
Перебувала на партійній роботі.
У 1965—1973 роках — 1-й секретар Костянтинівського районного комітету КПУ Донецької області.
У 1974—1984 роках — начальник інспектури Державної комісії із сортовипробування сільськогосподарських культур у місті Донецьку.
З 1984 року — на пенсії у місті Донецьку.

## Нагороди
- Герой Соціалістичної Праці (8.04.1971)
- два ордени Леніна (30.04.1966, 8.04.1971)
- орден Трудового Червоного Прапора (6.12.1973)
- медалі
- почесний громадянин Костянтинівського району Донецької області (12.12.2002)